# Tribunal populaire (Union soviétique)
Pour les articles homonymes, voir Tribunal populaire.
Un tribunal populaire dans les dernières années de l'Union soviétique est un ancien tribunal de première instance qui traitait la majorité des infractions civiles et pénales, ainsi que certaines infractions de droit administratif.

## Description
Les affaires du tribunal populaire étaient traitées par un collège composé d'un juge populaire et de deux assesseurs populaires. Les assesseurs du peuple avaient des fonctions similaires à celles des jurés, mais décidaient à la fois des objections et du verdict avec le juge, contrairement à la plupart des systèmes de jury.
Au début de la Russie soviétique et de l'Union soviétique, le terme «tribunal populaire» était utilisé en référence à tout tribunal du nouveau système juridique soviétique qui a remplacé le système juridique de l'Empire russe. À cette époque, il existait plusieurs niveaux de tribunaux, selon la division administrative du pays : tribunaux populaires locaux, d'okrug et d'oblast.